# Blémerey (Meurthe-et-Moselle)
Blémerey é uma comuna francesa na região administrativa de Grande Leste, no departamento de Meurthe-et-Moselle. Estende-se por uma área de 3,82 km². Em 2010 a comuna tinha 60 habitantes (densidade: 15,7 hab./km²).